# بس‌پایک ولزی
بس‌پایک ولزی (نام علمی: Polypodium cambricum) نام یک گونه از سرده شال دم است.